# Outsiders (film)
Pour les articles homonymes, voir Outsiders.
Pour plus de détails, voir Fiche technique et Distribution.
Outsiders ou Les inadaptés au Québec (The Outsiders) est un film américain réalisé par Francis Ford Coppola, sorti en 1983. Il s'agit d'une adaptation cinématographique du roman Outsiders de S. E. Hinton publié en 1967.
Le film met en scène des acteurs débutants qui feront ensuite des carrières notables comme Tom Cruise, Matt Dillon, Emilio Estevez, Ralph Macchio, Patrick Swayze, Diane Lane ou encore Rob Lowe.

## Synopsis
À Tulsa dans l'Oklahoma, en 1965, deux bandes rivales, qui se détestent, s'affrontent régulièrement. Il y a les jeunes des quartiers pauvres, les Greasers, avec Ponyboy Curtis (C. Thomas Howell) et des frères plus âgés Darrel « Darry » (Patrick Swayze) et Sodapop « Soda » (Rob Lowe), ainsi que Johnny Cade (Ralph Macchio), Dallas « Dally » Winston (Matt Dillon), Keith « Two-Bit » Matthews (Emilio Estevez), et Steve Randle (Tom Cruise). Face à eux se dressent les Socs (abréviation de « Social »), issus de familles bourgeoises.
Ponyboy rencontre alors Sherry « Cherry » Valance (Diane Lane), son surnom vient de ses cheveux rouges. Elle tente de lui prouver que les Socs ne sont pas tous pareils. Lors d'une bagarre, Johnny, le meilleur ami de Ponyboy, tue un Soc, Bob.

## Fiche technique
Sauf indication contraire, les informations mentionnées dans cette section peuvent être confirmées par la base de données cinématographiques IMDb,  présente dans la section « Liens externes ».
- Titre français : Outsiders
- Titre québécois : Les inadaptés
- Titre original : The Outsiders
- Réalisation : Francis Ford Coppola
- Scénario : Kathleen Rowell, d'après le roman The Outsiders de S. E. Hinton
- Photographie : Stephen H. Burum
- Montage : Anne Goursaud
- Musique : Carmine Coppola
- Production : Gray Frederickson, Fred Roos, Kim Aubry (version de 2005)
  - Producteur associé : Gian-Carlo Coppola
- Société de production : Zoetrope Studios
- Sociétés de distribution : Warner Bros. (États-Unis), AMLF (France)
- Pays de production : États-Unis
- Langue originale : anglais
- Format : couleur (Technicolor) — 2.35:1 — 35 mm
- Budget : 10 millions de dollars[2]
- Genre : drame, teen movie, récit initiatique
- Durée : 91 minutes, 115 minutes (version longue The Complete Novel de 2005)
- Dates de sortie :
  - États-Unis : 25 mars 1983
  - France : 7 septembre 1983
- Dates de ressortie :
  - France : 27 juin 2001
  - États-Unis : 9 septembre 2005 (version longue)

## Distribution
Note : 1er doublage, 1983 ; 2e doublage, 2013.
- Matt Dillon (VF : Daniel Russo / VFB : Pierre Lognay) : Dallas « Dally » Winston
- C. Thomas Howell (VF : Éric Baugin / VFB : Philippe Allard) : Ponyboy Curtis
- Ralph Macchio (VF : Franck Baugin) : Johnny Cade
- Patrick Swayze (VF : Michel Bedetti / VFB : Mathieu Moreau) : Darrel « Darry » Curtis
- Rob Lowe (VF : Mark Lesser / VFB : Alexandre Crépet) : Sodapop « Soda » Curtis
- Emilio Estevez (VF : Jean-Loup Horwitz / VFB : Alessandro Bevilacqua) : Keith « Two-Bit » Mathews
- Tom Cruise (VF : Christian Bénard / VFB : Sébastien Hébrant) : Steve Randle
- Glenn Withrow (en) (VF : Philippe David / VFB : Bruno Borsu) : Tim Shepard
- Diane Lane (VF : Séverine Morisot / VFB : Mélanie Dermont) : Sherri « Cherry » Valance
- Leif Garrett (VFB : Nicolas Matthys) : Bob Sheldon
- Darren Dalton (en) (VF : Thierry Ragueneau / VFB : David Manet) : Randy Anderson
- Michelle Meyrink (en) : Marcia
- Gailard Sartain (VF : Antoine Marin / VFB : Michel Hinderyckx) : Jerry Wood
- Tom Waits (VFB : Nicolas Matthys) : Buck Merrill[3]
- William Smith (VFB : Michel Hinderyckx) : l'employé du magasin
- Sofia Coppola (VF : Marie-Françoise Sillière) : la petite fille
- S. E. Hinton : une infirmière (caméo)

## Production

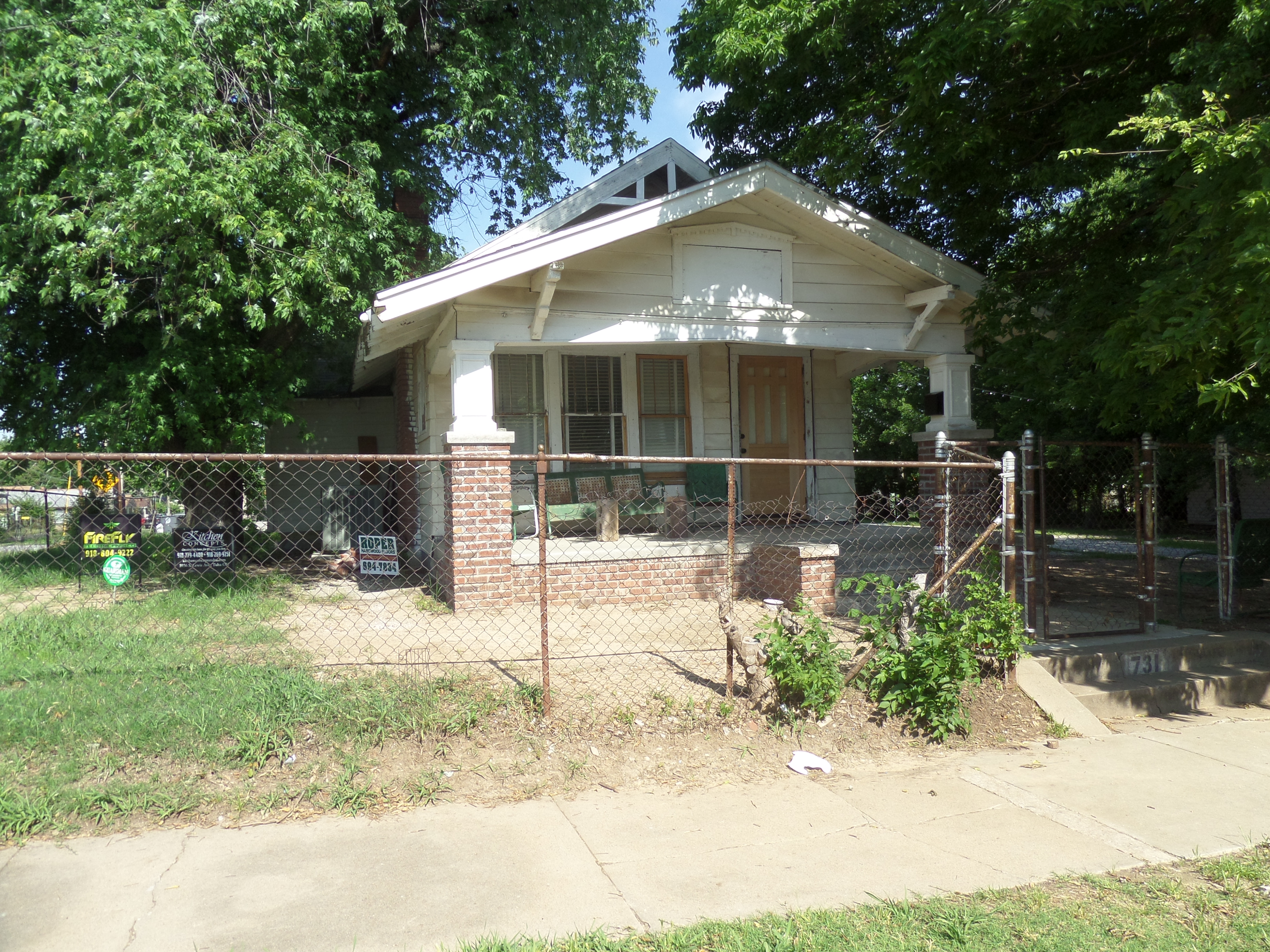
Une maison de Tulsa utilisée pour le domicile des Curtis

### Genèse et développement
Le scénario est adapté du roman The Outsiders de S. E. Hinton publié en 1967 et est très populaire auprès des adolescents américains. Une école, l'école élémentaire Lone Star (en) de Fresno en Californie, envoie une lettre au réalisateur, car les élèves, aidés par la bibliothécaire de l'école, le désignent pour l'adaptation cinématographique du roman. Le film leur est dédié dans le générique de fin.

### Attribution des rôles
S. E. Hinton, l'auteure du roman d'origine, incarne brièvement une infirmière. Par ailleurs, elle souhaitait Matt Dillon pour incarner Dallas Winston, après l'avoir vu dans Tex (1982), autre adaptation de l'un de ses romans.
Il s'agit du tout premier film de Rob Lowe. Tom Cruise et Emilio Estevez avaient quant à eux tourné seulement deux films avant celui-ci ; Ralph Macchio et Patrick Swayze un seul.
Francis Ford Coppola fait ici appel à Emilio Estevez. Il avait dirigé son père Martin Sheen dans Apocalypse Now (1979), dans lequel Emilio Estevez avait eu un petit rôle coupé au montage.
Nicolas Cage, neveu du réalisateur, a auditionné pour les rôles de Darry et Dallas. Pour se préparer et de mettre en condition, l'acteur décide de rester cloîtré dans une pièce pendant deux semaines en buvant de la bière et en regardant une photographie de Charles Bronson. Francis Ford Coppola lui demande cependant d'auditionner pour le rôle de Two-Bit, ce que Nicolas Cage refuse.
Anthony Michael Hall et Timothy Hutton ont auditionné pour le rôle de Ponyboy Curtis, alors que Val Kilmer a refusé le rôle. Scott Baio a été envisagé pour Johnny Cade. Adam Baldwin a passé des essais pour le rôle de Dallas. Dennis Quaid a refusé le rôle de Dally, pour tourner L'Étoffe des héros. Sarah Jessica Parker et Brooke Shields ont quant à elles décliné le rôle de Cherry. Mickey Rourke auditionne pour incarner Darry, mais Francis Ford Coppola ne l'engage pas. Il lui proposera cependant un rôle dans son film suivant, Rusty James (1983), également adapté d'un roman de S. E. Hinton.
Lorsque la plupart des acteurs des deux bandes sont choisis, Francis Ford Coppola décide de les séparer en deux groupes distincts dans l'hôtel où ils logent. Ainsi, ceux qui interprètent les Socs (les jeunes bourgeois) ont droit à des appartements et un scénario relié de cuir. De leur côté, les Greasers (les pauvres) étaient confinés au rez-de-chaussée et n'avaient qu'un script fait de pages volantes. Le réalisateur a ainsi voulu créer une tension entre les deux groupes, comme dans la fiction. Pour encore plus de réalisme, Francis Ford Coppola demandera à Matt Dillon d'aller réellement passer une nuit en prison, ce que l'acteur refuse catégoriquement.
On peut voir aussi Tom Waits dans un tout petit rôle, comme dans Rusty James.
Sa collaboration avec Coppola est beaucoup plus musicale avec le film Coup de cœur.

### Tournage
Le tournage a eu lieu en Oklahoma, notamment à Tulsa, Skiatook, Owasso.
La maison utilisée pour le domicile des frères Curtis, située à Tulsa, a été préservée et est devenue The Outsiders House Museum.
Durant le tournage, Francis Ford Coppola et S. E. Hinton apprécient tant leur collaboration qu'ils écrivent ensemble le scénario d'une autre adaptation d'un roman de l'auteure, Rusty James. Le film sortira fin 1983, quelques mois à peine après la sortie de Outsiders.

### Musique
La musique du film est composée par Carmine Coppola, le père du réalisateur. Dans le film, on peut par ailleurs entendre Gloria du groupe Them, ainsi que Out of Limits du groupe The Marketts (en), un morceau typique de la surf music en vogue dans les années 60. Le titre est d'ailleurs réutilisé par Quentin Tarantino dans Pulp Fiction.
Le thème principal du film, Stay Gold, est interprété par Stevie Wonder, mais composé par Carmine Coppola. Il fait référence aux derniers mots de Johnny Cade adressés à Ponyboy, et au poème de Frost que ce dernier lui avait récité, sur la jeunesse qui passe inexorablement, et la perte de l'innocence, d'un certain éclat.
Liste des titres
1. Stay Gold (interprété par Stevie Wonder) - 3:31
2. Fate Theme - 2:32
3. Country Suite - 4:59
4. Cherry Says Goodbye - 2:25
5. Incidental Music 1 - 1:16
6. Fight in the Park - 3:27
7. Bob is Dead - 3:35
8. Deserted Church Suite - 4:17
9. Sunrise - 2:58
10. Fire at the Church - 2:51
11. Incidental Music 2 - 3:13
12. Rumble Variation / Dallas' Death - 4:57
13. Brothers Together - 2:28
14. Rumble - 4:38
15. Stay Gold (alternate) (interprété par Stevie Wonder) - 2:33
16. The Outside In - 2:43
17. Stay Gold (interprété par Stevie Wonder) - 2:28

## Accueil

### Critique
Le film reçoit des critiques partagées. Sur l'agrégateur américain Rotten Tomatoes, il récolte 63% d'opinions favorables pour 40 critiques et une note moyenne de 6,10⁄10. Sur Metacritic, il obtient une note moyenne de 41⁄100 pour 17 critiques.
Le célèbre critique américain Roger Ebert note le film 2,5⁄4 et critique la vision du réalisateur avec « des personnages [qui] s’enroulent comme des images, encadrés et accrochés à l’écran ».
Bien des années après la sortie, certains critiques « réhabilitent » le film. Serge Kaganski des Inrockuptibles écrit notamment « Sorti en 83 quasiment en même temps que Rusty James (Coppola avait tourné ces deux films à Tulsa, rapidement et dans un même mouvement), Outsiders avait été éclipsé par son cousin. Aujourd'hui, après revoyure des deux films, le rapport de force s'est totalement inversé : malgré deux ou trois séquences impressionnantes de virtuosité, Rusty James ne tient pas le choc des ans et ressemble à un coup d’esbroufe visuelle plutôt démodé. En revanche, Outsiders est une œuvre complètement touchante par la subtilité avec laquelle Coppola retourne les clichés de l’americana, par sa façon de citer un paquet de classiques en transcendant toujours la « citation », sans oublier l'éclosion d'une génération de comédiens saisis ici à leur sortie de l'enfance ».
Dans un livre consacré à Francis Ford Coppola paru en 2007, Stéphane Delorme est très élogieux envers le film.

### Box-office
Produit pour 10 millions de dollars, le film récolte 25 697 647 $ au box-office américain. En France, il attire 1 323 479 spectateurs en salles, soit le 34e meilleur résultat au box-office français de l'année 1983.

## Distinctions
- Festival international du film de Moscou 1983 : en compétition officielle pour la médaille d'or
- Young Artist Awards 1984 : meilleur jeune acteur pour C. Thomas Howell, nominations aux prix de la meilleure jeune actrice dans un second rôle pour Diane Lane et de meilleur film familial[13].
- Ce film fait partie de la liste du BFI des 50 films à voir avant d'avoir 14 ans établie en 2005 par le British Film Institute.

## Héritage et postérité

### Version longueThe Complete Novel
En septembre 2005, Francis Ford Coppola dévoile une version longue director's cut du film en DVD. Elle contient 22 minutes de scènes supplémentaires et de nouvelles musiques (le double album The Outsiders: The Complete Novel). Le réalisateur réintègre des scènes coupées pour notamment rendre le film plus fidèle au roman d'origine. Pour améliorer le rythme du film, Francis Ford Coppola a cependant retiré trois scènes de la version cinéma.
Par ailleurs, la plupart de la musique originale du film est remplacée par des chansons populaires des années 1960. On entend par exemple des chansons interprétées par Jerry Lee Lewis, Elvis Presley, Carl Perkins, trois icônes du rock'n roll, qui constituent une espèce de décor musical, inscrivant, tout comme les costumes ou le mobilier, les scènes dans leur époque, et soulignant les différentes passions qui animent les jeunes personnages de l'histoire. Sont aussi ajoutées de nouvelles compositions de Michael Seifert et Dave Padrutt. La MPAA classe le film PG-13 pour « violence, adolescents fumant et buvant, et certaines allusions sexuelles ».
Le second disque du DVD inclut de nombreux bonus, notamment pour des interviews et les coulisses du film, des lectures du roman, des scènes coupées additionnelles, la bande-annonce originale et un extrait d'un reportage de l'émission Today sur l'influence du film auprès des adolescents.
Le Blu-ray de The Outsiders: The Complete Novel est édité en région 1 le 3 juin 2014.

### Série télévisée
Francis Ford Coppola a également produit une série télévisée adaptée du roman The Outsiders de S. E. Hinton. La série est diffusée en 1990 sur la chaîne Fox. Elle ne connait que 13 épisodes.

### Adaptation musicale sur scène
Une comédie musicale basée sur le roman et le film a eu sa première mondiale au La Jolla Playhouse en février/mars 2023. La mise en scène était assurée par Danya Taymor, sur un livret d’Adam Rapp, avec des chansons de Jamestown Revival et une direction musicale, des arrangements et des orchestrations de Justin Levine. Le 21 août 2023, il a été annoncé que le spectacle débuterait ses avant-premières à Broadway au Bernard B. Jacobs Theatre le 16 mars. Il a officiellement ouvert le 11 avril. Il a reçu 12 nominations aux 77e Tony Awards, en remportant 4, dont celle de la Meilleure Comédie musicale.

### Le muséeThe Outsiders HouseMuseumet la préservation des lieux de tournage
Le musée The Outsiders House Museum a ouvert ses portes à Tulsa, Oklahoma, le 9 août 2019. En 2009, l’artiste hip-hop Danny Boy O'Connor a découvert la maison qui avait servi de domicile aux frères Curtis,. Il a longtemps envisagé de l’acheter, ce qu’il a finalement fait en 2016. O'Connor a expliqué qu’il l’a achetée sans la visiter, et qu’à son arrivée, la maison tombait en ruine. Avec l’aide d’amis, de l’Oklahoma Film and Music Office, du conseil municipal, d’entreprises locales et de bénévoles, les travaux de restauration ont commencé,. Une fois les fonds réunis, la maison a été entièrement rénovée pour préserver son authenticité par rapport au film.
En 2016, une campagne GoFundMe a été lancée pour récolter des fonds supplémentaires. Parmi les donateurs notables figuraient Jack White, qui a donné 30 000 $, et Billy Idol. La même année, des projections du film ont été organisées avec la participation de l’acteur C. Thomas Howell, et les panneaux de signalisation du coin de rue ont été changés en « The Outsiders Way » et « The Curtis Brothers Lane ». Le musée abrite aujourd’hui une collection de souvenirs liés au film. En plus de Howell, d’autres stars du film, dont Rob Lowe, Ralph Macchio et Matt Dillon, ont visité les lieux entre la restauration et l’ouverture,. Pour son travail de préservation de ce site culturel, O’Connor a reçu les clés de la ville de Tulsa.
En 2022, à Sperry (Oklahoma), le groupe Upward Sperry a restauré la station-service DX — aujourd’hui hors service — vue dans le film. Le président du groupe, Gary Coulson, a déclaré : « C’est vraiment en train de prendre. Je déteste presque le dire, mais c’est devenu une sorte de culte. Les gens affluent ici – cela attire du monde. » Avec O'Connor, ils prévoient de raviver la nostalgie de The Outsiders à Sperry.
Le 14 avril 2023, dans le cadre du 40e anniversaire du film, une plaque commémorative a été installée au Admiral Twin Drive-In, où une scène du film a été tournée.

### Livres de photographies de plateau:The Outsiders ‘Rare and Unseen’etThe Outsiders on set
En octobre 2022, O’Connor et le musée The Outsiders House Museum ont publié The Outsiders 'Rare and Unseen', un livre contenant 148 photos prises par David Burnett, le photographe du tournage. O’Connor a déclaré : « Nous avons d’abord reçu une première série de photos, puis [Burnett] a dit qu’il pourrait y en avoir d’autres. Ils ont retrouvé des clichés plus bruts, et pour moi, c’est là que tout se joue, car les acteurs ne posent pas, ils sont naturels. »
En mai 2024, O’Connor et le musée ont publié The Outsiders on Set, un ouvrage de 254 pages regroupant des photos de Nancy Moran, une photographe ayant visité le plateau pendant le tournage. O’Connor a expliqué que lorsqu’il a découvert l’existence de cette série inédite, il a contacté Moran, qu’il ne connaissait pas, et à sa grande surprise, elle lui a permis de récupérer les négatifs pour les développer.